# Ko Tao
Koh Tao (también escrita Ko Tao, en idioma tailandés: เกาะเต่า) es una isla en la provincia de Surat Thani, situada en la orilla este del golfo de Tailandia. Es uno de los lugares más populares en el mundo entre los submarinistas, debido a sus aguas cristalinas y la gran cantidad de empresas dedicadas al buceo que funcionan en la isla. 
Desde 2014 en la prensa le han puesto un nombre muy macabro, isla de la muerte, debido a la muerte de varios turistas en situaciones misteriosas que nunca se han esclarecido.

## Ubicación
Ko Tao está situada en el golfo de Tailandia, en el mar de la China Meridional. Se encuentra aproximadamente a 70 kilómetros de la línea de costa entre las ciudades de Chumphon y Surat Thani, y 45 kilómetros al norte de Ko Pha Ngan. La isla tiene una superficie de 21 km². Administrativamente forma un tambon dentro del distrito (amphoe) de Ko Pha Ngan.

## Toponimia
Koh Tao significa en tailandés literalmente isla tortuga. Fue nombrada por sus primeros pobladores al ver que la forma de la isla se asemeja a la de una tortuga. A su vez, la isla es un importante área de reproducción de tortugas verdes y tortugas carey. El desarrollo del turismo ha afectado negativamente a la población de tortugas, sin embargo a partir del año 2004 un programa de cría organizado por la Marina Real Tailandesa y KT-DOC, una coalición de centro de buceo de la isla, ha reintroducido cientos de tortugas en el ecosistema de la isla.

## Historia
Habitada apenas por pescadores, el 18 de junio de 1899 el rey de Tailandia Rama V visitó Ko Tao y talló sus iniciales en una roca, cerca de la playa Sairee, inscripción que perdura actualmente. A partir de 1933 fue utilizada como cárcel de prisioneros políticos, hasta que el primer ministro Khuang Abhaiwongse concedió el perdón a los detenidos y los liberó. Ese mismo año, dos hermanos llegaron a Ko Tao desde Ko Pha Ngan, quienes se establecieron en la zona hoy conocida como Sairee y cultivaron sus tierras. La población creció lentamente, hasta que en la década de los '80 se convirtió en un destino popular para viajeros, ya que fue incluida en recorridos turísticos para mochileros. El ambiente ideal para la práctica del submarinismo terminó por convertirla en uno de los mayores lugares de buceo de Tailandia, mientras la infraestructura acompañaba su crecimiento.

## Demografía
En el año 2006 la población oficial de la isla era de 1.382 habitantes. Su poblado más grande es Ban Mae Hat.

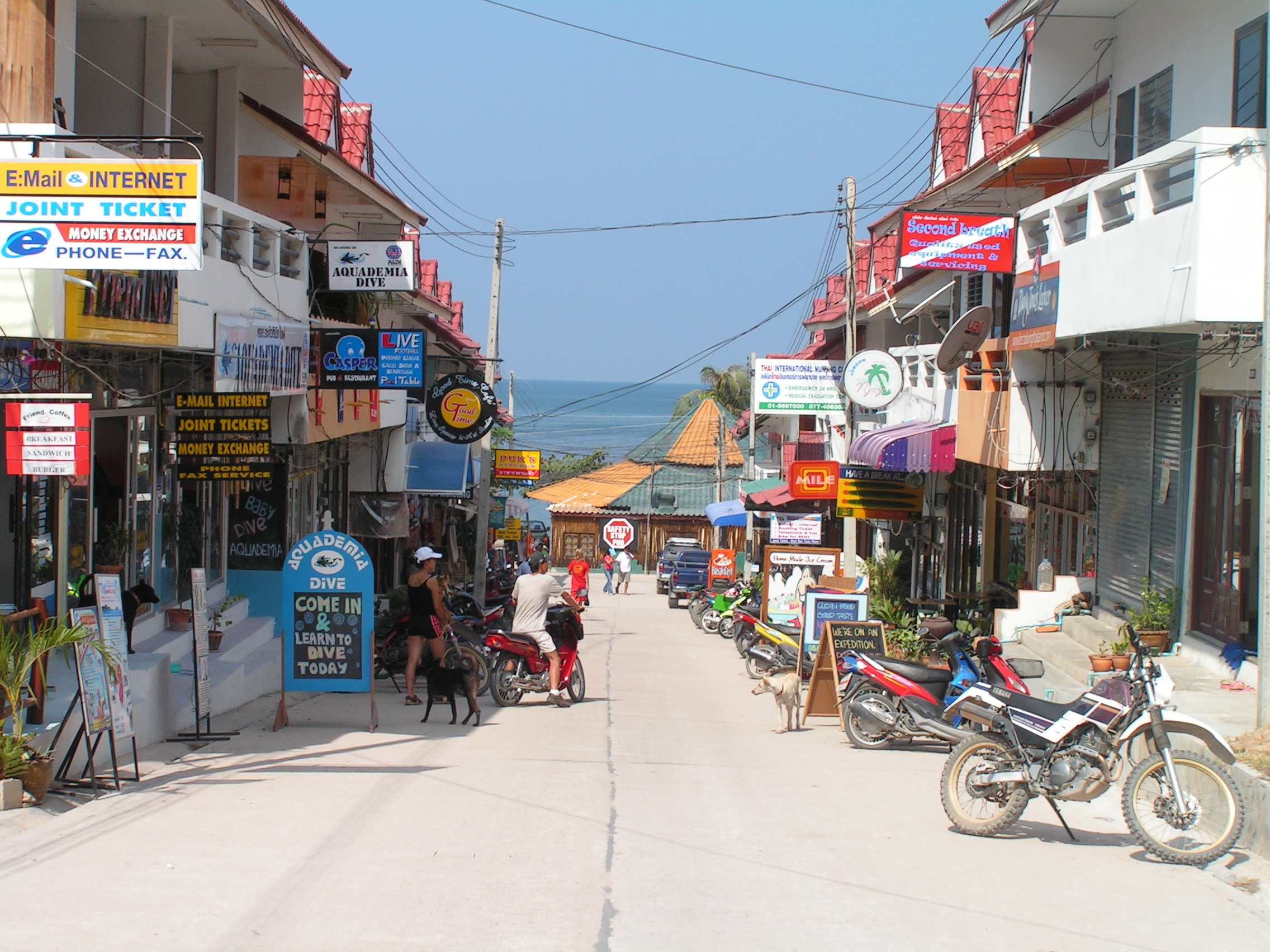
Calle en Ko Tao.
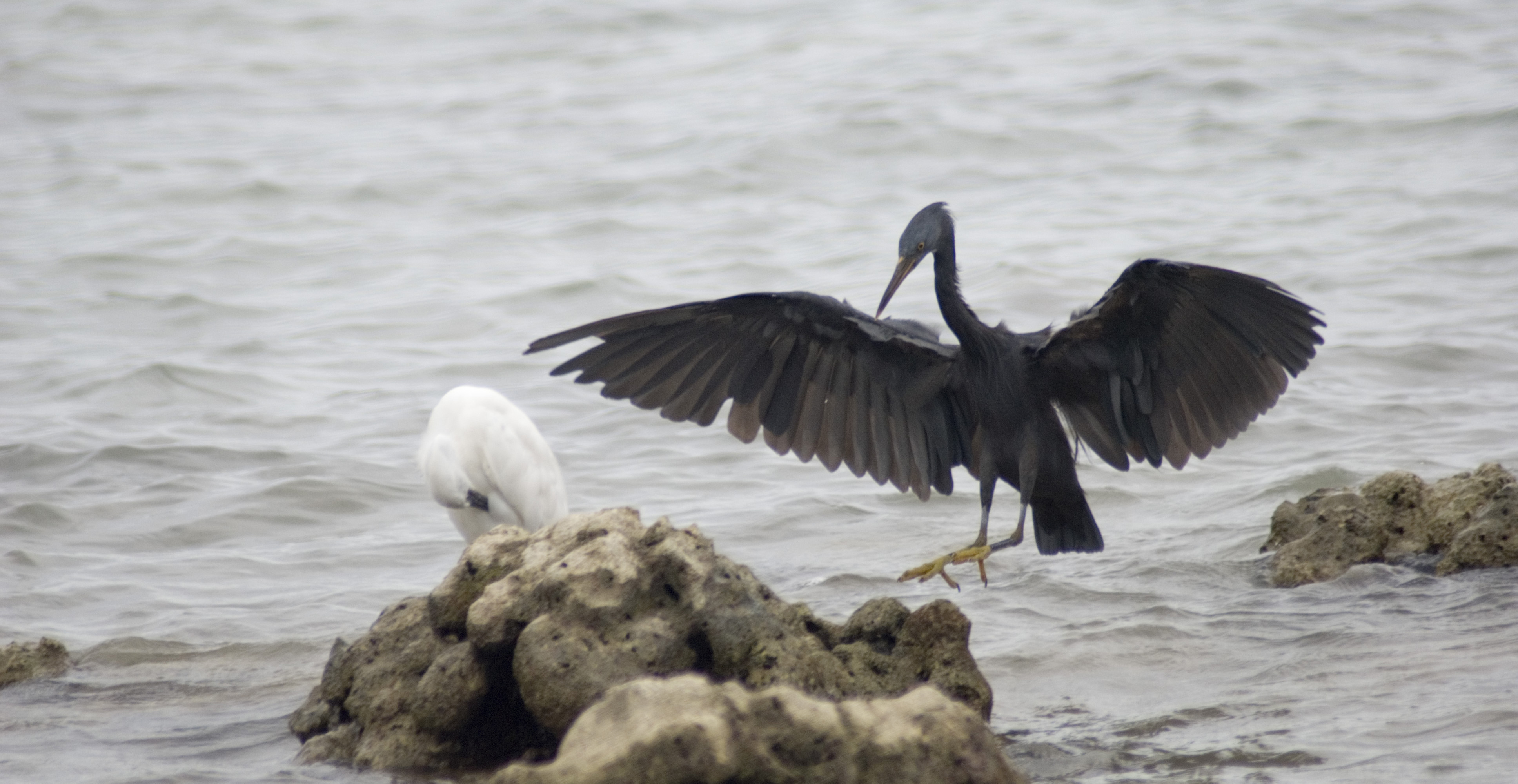
Garcetas de Arrecife en Ko Tao.
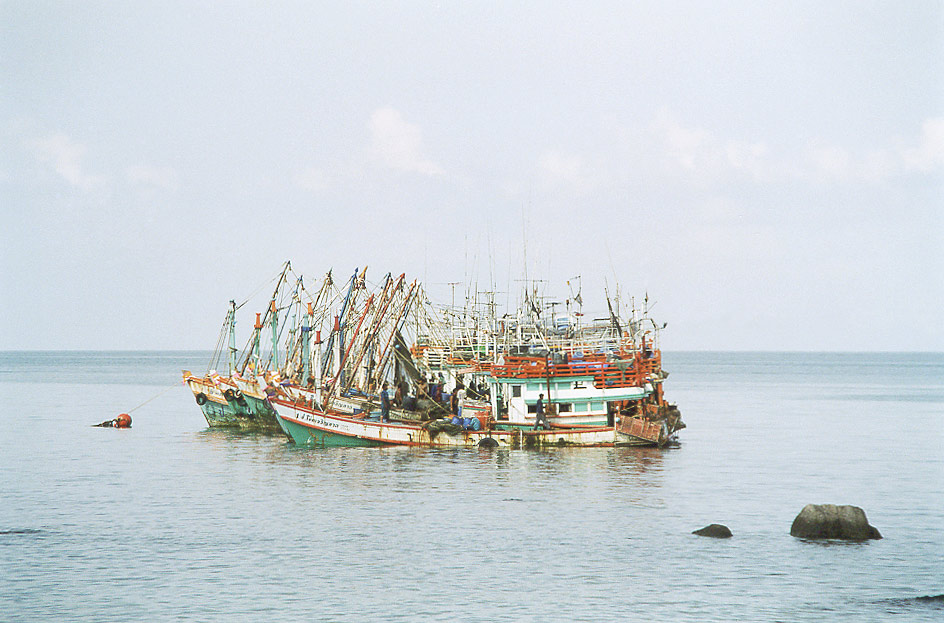
Embarcaciones cerca del muelle Mae Haad.
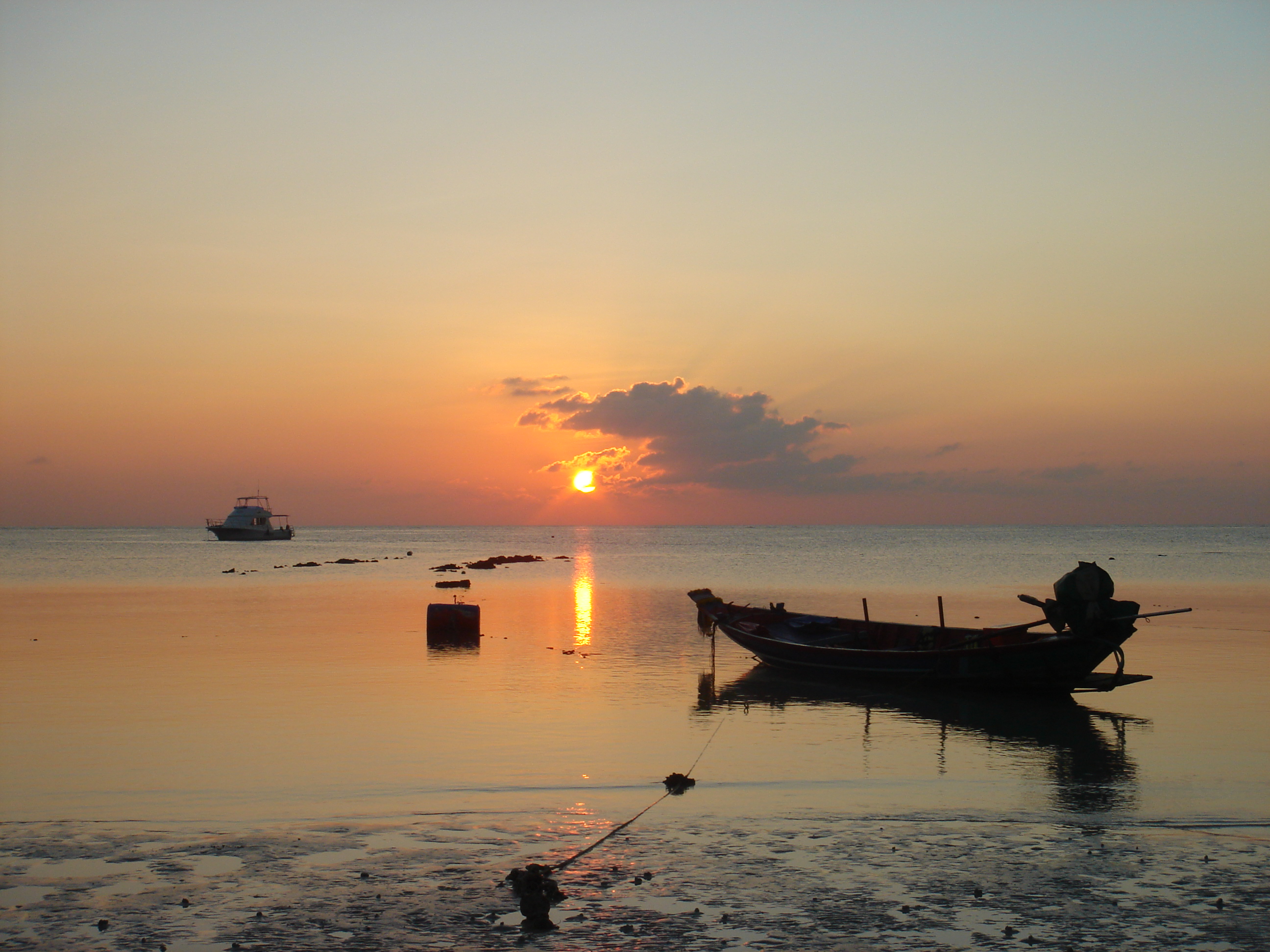
Atardecer en playa Sairee.
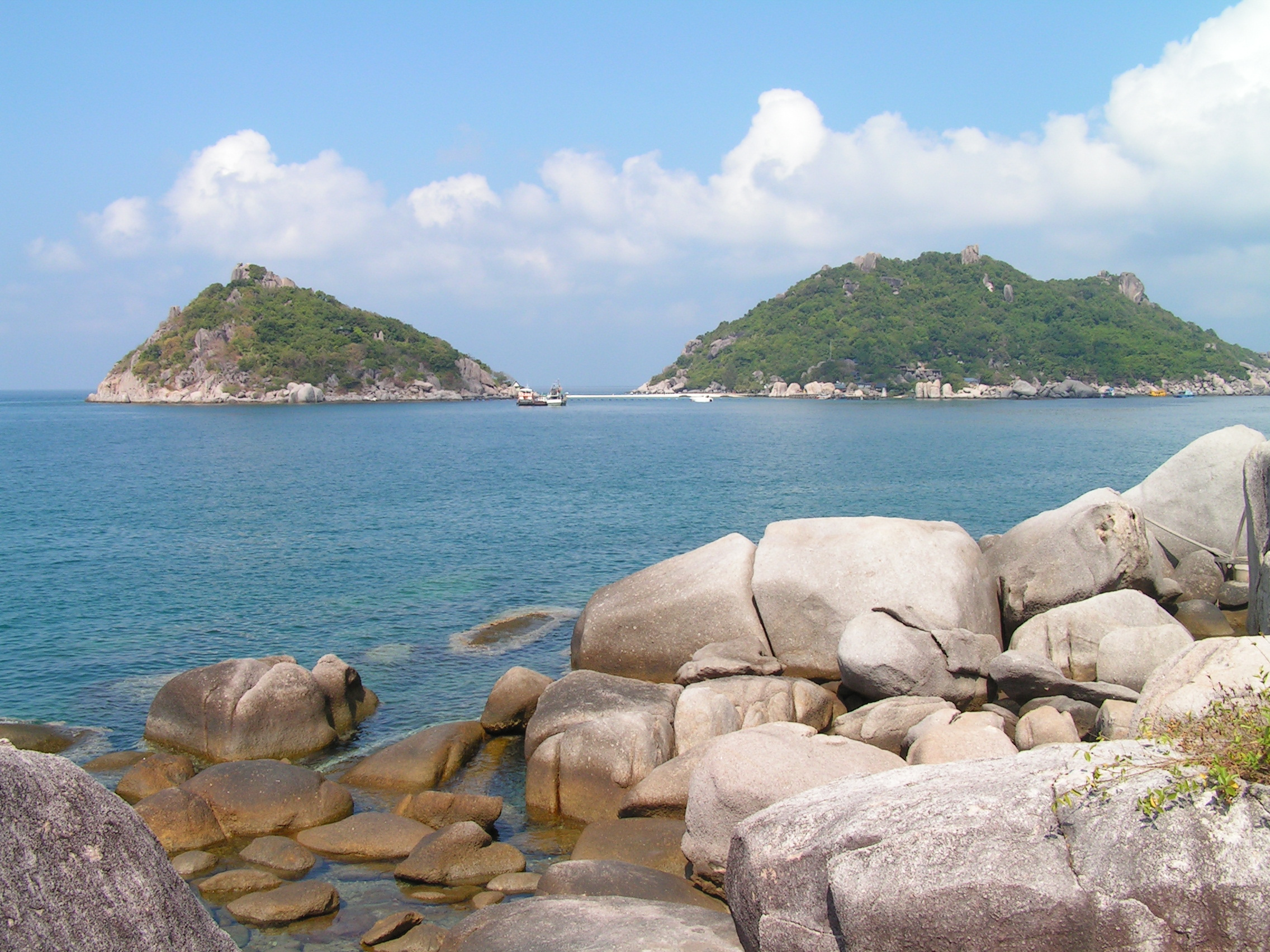
Vista desde Ko Tao de la isla Koh Nang Yuan.

## Economía
La economía de la isla está casi exclusivamente centrada en la industria turística, especialmente en el buceo. Entre la década de los '90 y los primeros años del 2000, Ko Tao pasó de ser una isla de pescadores al segundo lugar en el mundo en cuanto a la cantidad de certificaciones de buceo expendidas, solo por debajo de Cairns, en Australia.

### Transporte
La única manera de llegar hasta Ko Tao es por vía marítima, ya sea desde las ciudades continentales de Chumphon o Surat Thani, o desde las islas vecinas Ko Pha Ngan y Ko Samui. Los aeropuertos más cercanos son los de Chumphon, Surat Thani y Ko Samui. Dentro de la isla es posible movilizarse en botes de cola larga (que conectan con los islotes cercanos o entre las playas), songthaew y taxis tipo camioneta, y motocicletas. El parque automotor de Ko Tao es muy limitado y hay pocos automóviles en circulación.